# Ікі-Чибірський
Ікі-Чибірський (рос. Ики-Чибирский) — селище у Єнотаєвському районі Астраханської області Російської Федерації.
Населення становить 126 осіб. Входить до складу муніципального утворення Середньоволзька сільрада.

## Історія
Населений пункт розташований на території українського етнічного та культурного краю Жовтий Клин. Від 1925 року належить до Єнотаєвського району.
Згідно із законом від 6 серпня 2004 року органом місцевого самоврядування є Середньоволзька сільрада.

## Населення
| 2002 | 2010 | 2011 |
| ---- | ---- | ---- |
| 126  | ↘125 | ↗126 |